# Światowid (satelita)
Światowid – pierwszy polski satelita komercyjny, zbudowany przez firmę SatRevolution. Jego przeznaczeniem jest wykonywanie zdjęć Ziemi w świetle widzialnym.
Konstrukcja Światowida została wykonana przy pomocy technologii druku 3D. Jego obiektyw to 300 SR, o ogniskowej 300mm oraz przesłonie f/5.6, marki Irix. Budżet projektu budowy i wystrzelenia urządzenia wyniósł ok. 6 milionów złotych.

## Misja
Satelita Światowid został wyniesiony na orbitę 17 kwietnia 2019, o godzinie 16:46 czasu lokalnego (20:46 UTC), na pokładzie bezzałogowego statku kosmicznego Cygnus NG-11 dostarczającego zaopatrzenie dla Międzynarodowej Stacji Kosmicznej. Razem z nim na orbitę został wyniesiony inny polski satelita Kraksat zbudowany we współpracy SatRevolution z AGH. Statek wraz z satelitą Światowid na pokładzie dotarł do Międzynarodowej Stacji kosmicznej 19 kwietnia i zacumował do modułu Unity o godzinie 11:31 UTC.
Światowid został wypuszczony w przestrzeń kosmiczną z japońskiego modułu Międzynarodowej Stacji Kosmicznej Kibō 3 lipca 2019 roku o godzinie 11:50 UTC. Po wypuszczeniu satelita rozpoczął nadawanie sygnałów, które zostały odebrane przez radioamatorskie stacje naziemne tego samego dnia. Od początku misji satelita wykonuje i przesyła zdjęcia powierzchni Ziemi. Jednym z pierwszych obiektów, którego zdjęcie wykonał Światowid, była farma wiatrowa Greater Gabbard u wybrzeży Wielkiej Brytanii sfotografowana 06 sierpnia 2019 roku.